# Oostpoort (Amsterdam)

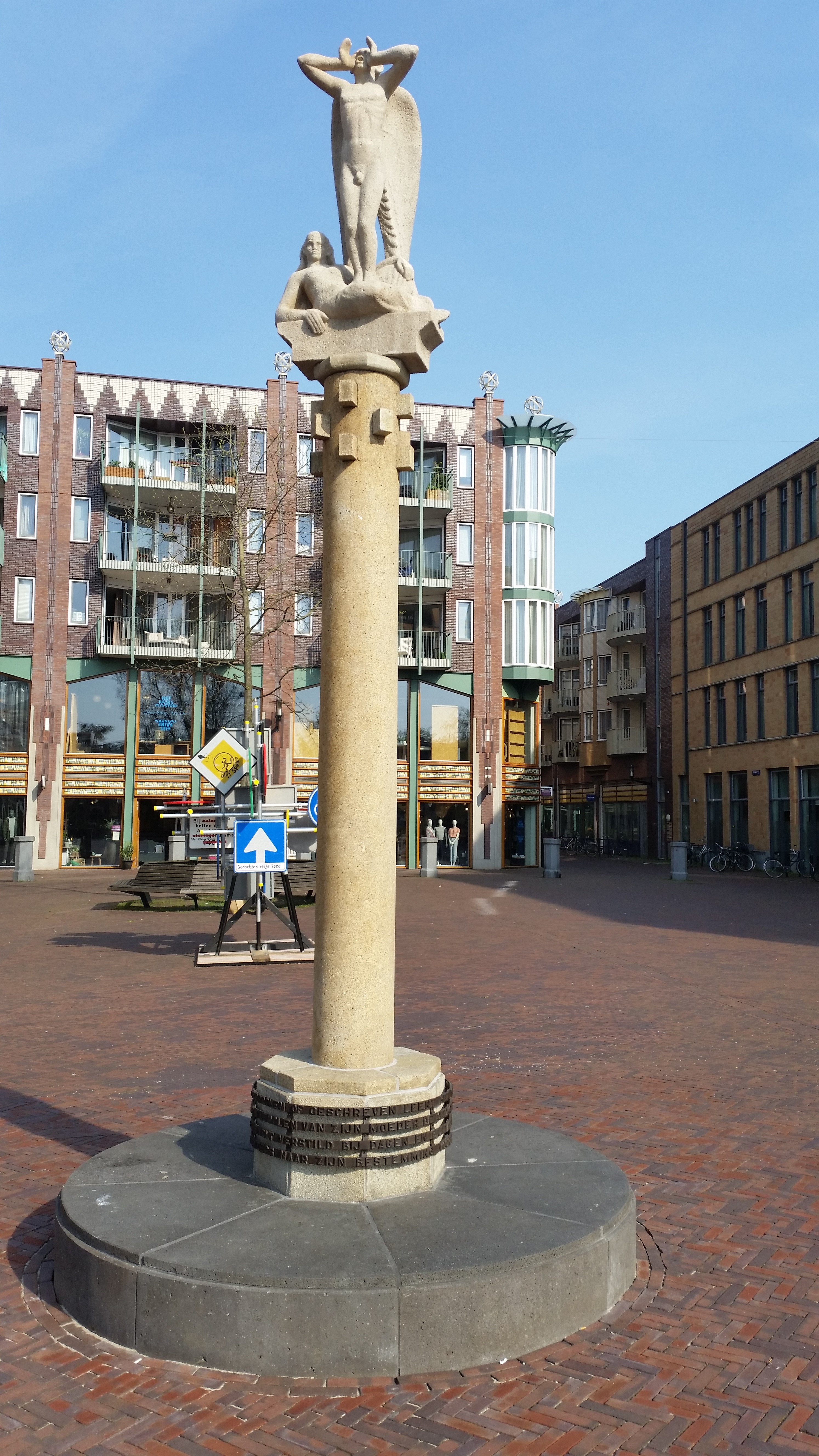
De vrijheid van de gedachte 1951, Hildo Krop

Oostpoort is een wijk in Amsterdam-Oost, langs de grens van Oost en de Watergraafsmeer. De naam werd vastgesteld in december 2008 door het toenmalig stadsdeel Oost-Watergraafsmeer. Tot dan was dit gebied bekend onder de naam Polderweggebied.

## Het gebied
De wijk Oostpoort ligt in het middelste gedeelte van de Overamstelpolder aan de Polderweg tussen de Linnaeusstraat, de Ringvaart van de Watergraafsmeer en de spoorlijnen vanaf het Muiderpoortstation naar het Amstelstation en naar Hilversum. De bouw startte in september 2007.

## Oostergasfabriek
Een belangrijk deel van deze wijk is het terrein van de vroegere Oostergasfabriek met een omvang van ruim negen hectare. Voordat met het nieuwbouwproject kon worden begonnen werd eerst een groot deel van de oude bebouwing gesloopt en moest er bodemsanering worden uitgevoerd. Enkele oude gebouwen zijn (gedeeltelijk) gehandhaafd. In één daarvan is de kunstinstelling Framer Framed gehuisvest.

## Nieuwbouw
In de wijk zijn onder andere gebouwd: een stadsdeelhuis, een muziekmakerscentrum (Q-Factory), een sporthal (ter vervanging van de gesloopte oude Wethouder Verheijhal), een brede school, een winkelcentrum, een parkeergarage en woningen.
Op 26 maart 2014 werd het winkelcentrum met 45 winkels voor het publiek geopend.

## Verkeer en vervoer
De wijk is bereikbaar via de Linnaeusstraat, waar ook tramlijn 19 een halte heeft. Ook vanaf het Muiderpoortstation is Oostpoort te bereiken.

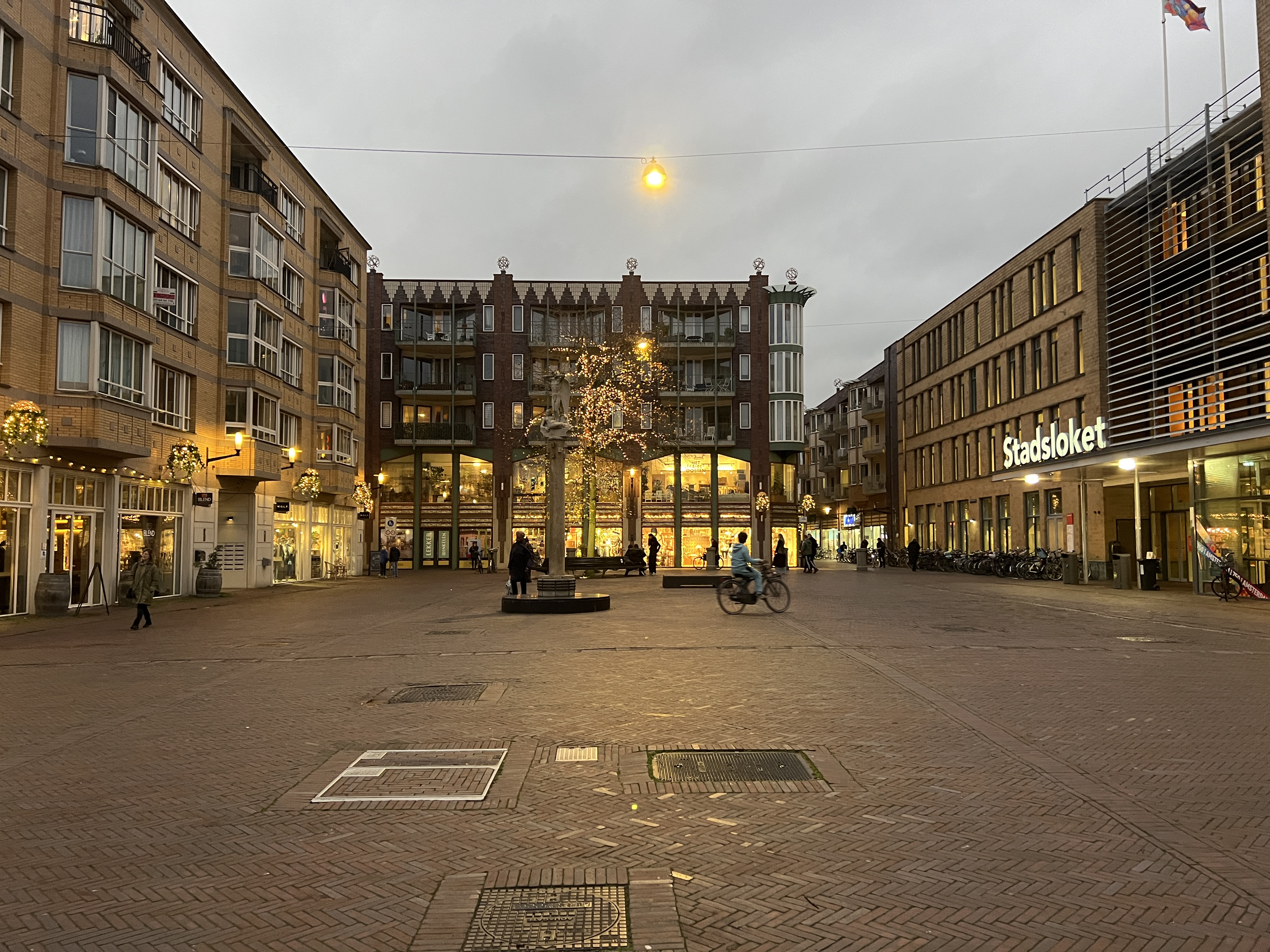
Oranje Vrijstaatplein, Amsterdam, 2024
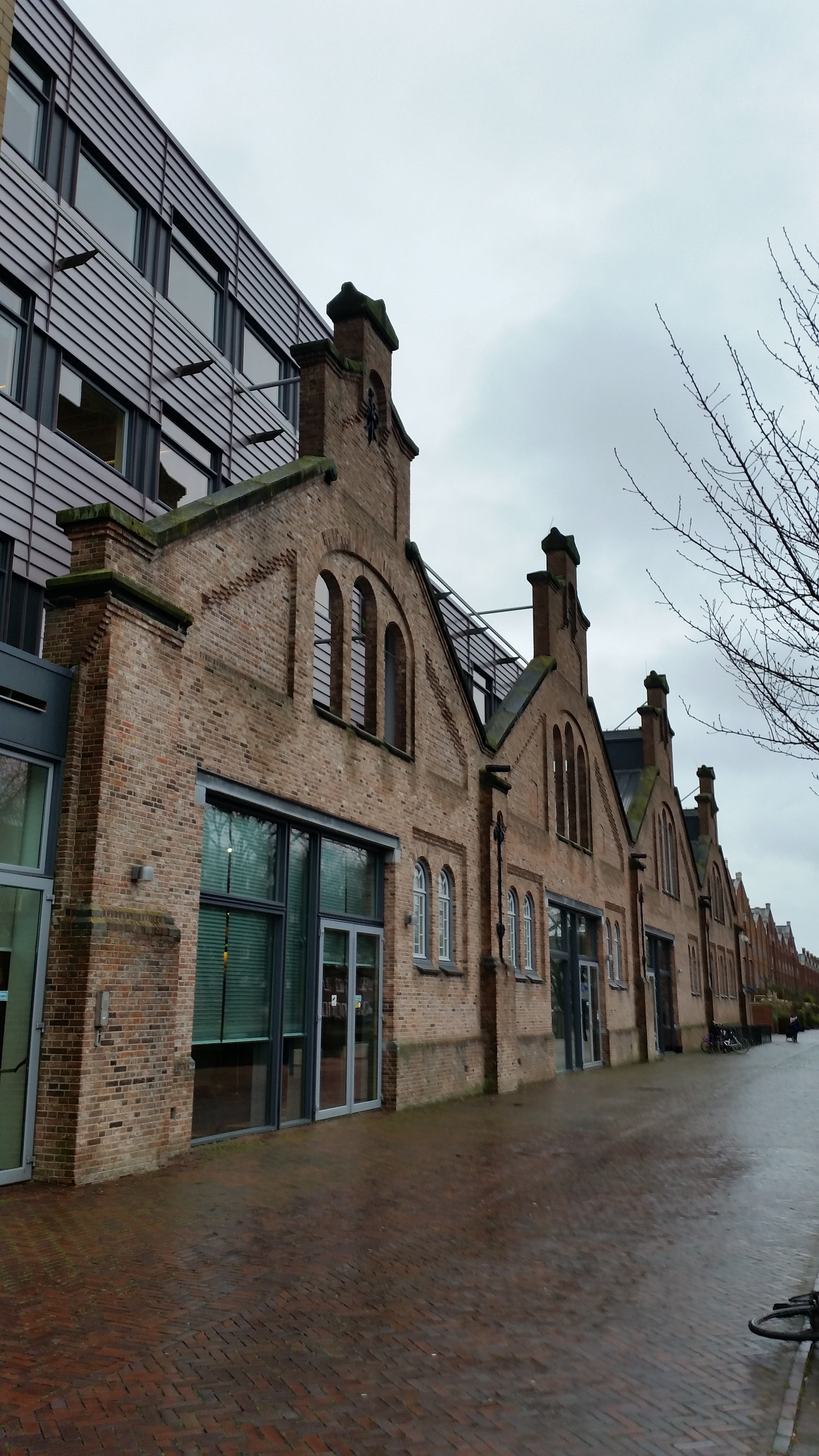
Oranje-Vrijstaatkade
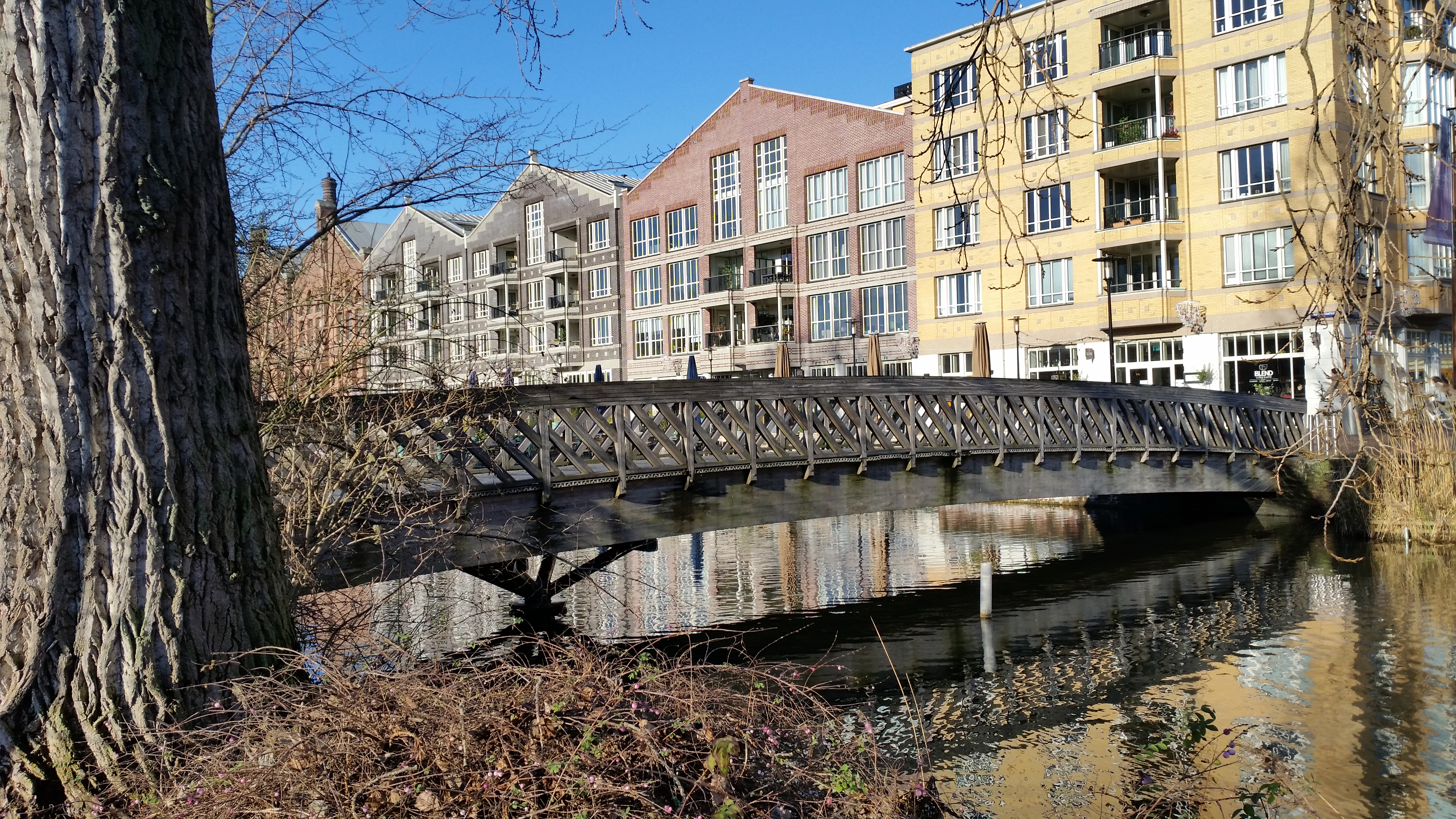
Brug 2359